# School of the Museum of Fine Arts

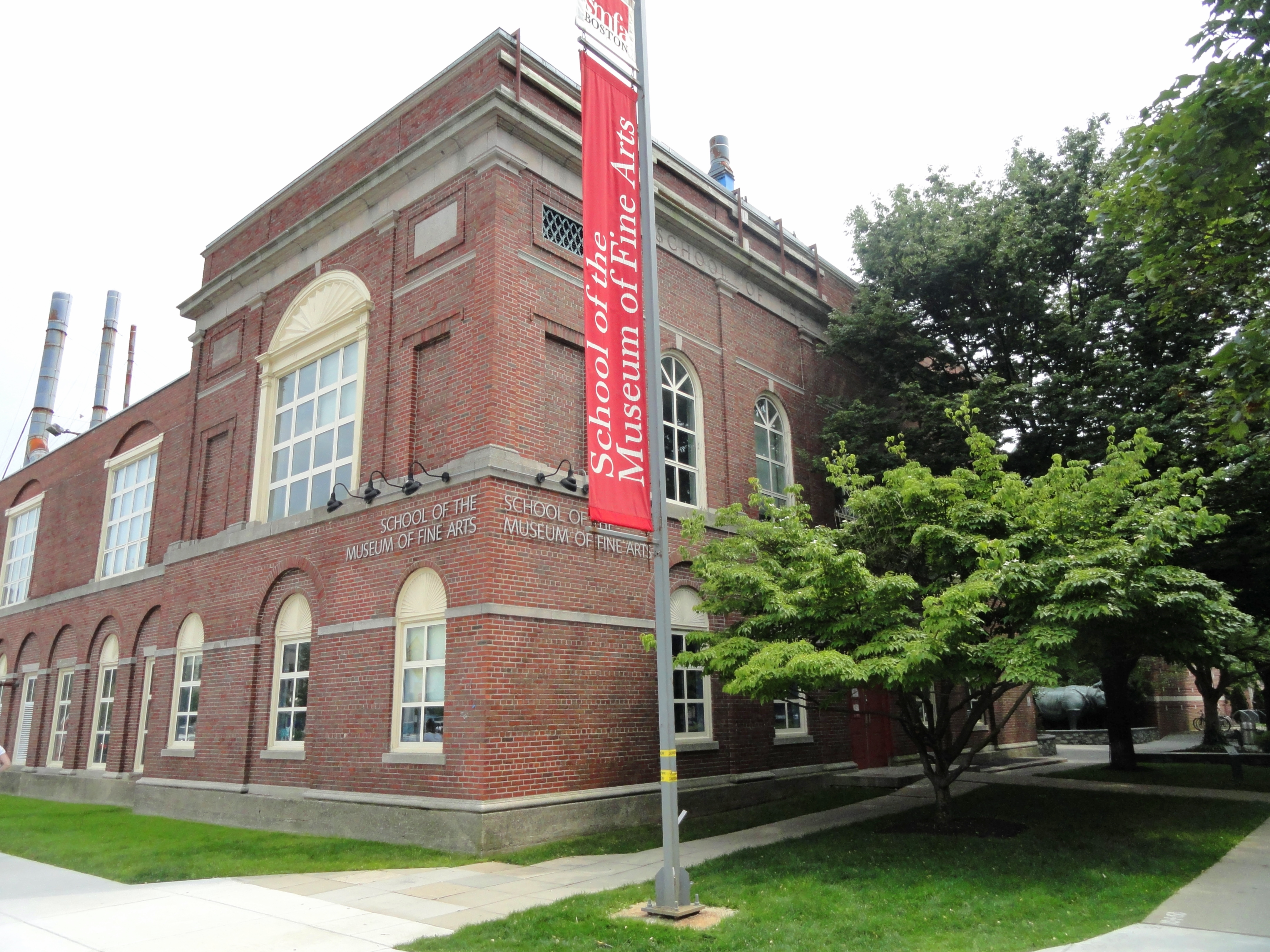
School of the Museum of Fine Arts (2011)

Die School of the Museum of Fine Arts (smfa) ist eine 1876 gegründete Kunsthochschule in Boston.
Sie gehört zum Museum of Fine Arts, Boston.

## Alumni
- Kristin Baker
- Al Capp
- Jim Dine
- Philip-Lorca diCorcia
- Omer Fast
- Nan Goldin
- Juliana Hatfield
- Joan Jonas
- Ellsworth Kelly
- Arnold Borisovich Lakhovsky
- Steven Lisberger
- David Lynch
- Mark Morrisroe
- Larry Poons
- Richard Scarry
- Tom Sutton
- Cy Twombly
- Karl Zerbe